# Nérékorosso (Mangodara)
Pour les articles homonymes, voir Nérékorosso.
Nérékorosso est une commune rurale située dans le département de Mangodara de la province de Comoé dans la région des Cascades au Burkina Faso.